# Erina riuensis
Erina riuensis är en fjärilsart som beskrevs av Tite 1963. Erina riuensis ingår i släktet Erina och familjen juvelvingar. Inga underarter finns listade i Catalogue of Life.